# Paweł Jaroszyński
Paweł Jaroszyński (Lublin, 2 de outubro de 1994) é um futebolista profissional polaco que atua como defensor.

## Carreira

### Cracovia
Paweł Jaroszyński se profissionalizou no Cracovia, em 2013.

### Chievo
Paweł Jaroszyński se transferiu para o Chievo, em 2017.